# Rochelle Stevens
Rochelle Stevens, ameriška atletinja, * 8. september 1966, Memphis, Tennessee, ZDA.
Nastopila je na poletnih olimpijskih igrah v letih 1992 in 1996, ko je osvojila naslov olimpijske prvakinje v štafeti 4×400 m, leta 1992 pa srebrno medaljo v isti disciplini in šesto mesto v teku na 400 m. Na svetovnih prvenstvih je osvojila naslov prvakinje leta 1995 in srebrno medaljo leta 1991 v štafeti 4x400, na panameriških igrah pa zlato medaljo leta 1987.